# アカグツ科
アカグツ科（学名：Ogcocephalidae）は、アンコウ目に所属する魚類の分類群（科）の一つ。アカグツ・フウリュウウオなど、底生性の深海魚を中心に10属78種が含まれる。科名（模式属名）の由来は、ギリシア語の「ogkoo（広がった）」と「kephale（頭部）」から。

## 分布・生態
アカグツ科の魚類はそのほとんどが海水魚で、地中海を除く全世界の熱帯・亜熱帯の海に幅広く分布する。多くの種が大陸棚から大陸斜面にかけての深海で生活する底生魚であり、生息水深の限界は概ね1,500-3,000mにまで達する。ニシフウリュウウオ属などアメリカ大陸周辺に分布する仲間は、沿岸のごく浅い海域にも暮らしており、まれに河川の上流まで進出する例が知られている。日本近海からは、少なくとも7属23種が報告されている。
著しく縦扁した特徴的な体は遊泳にはまったく不向きで、腕のように発達した大きな胸鰭と比較的小さい腹鰭を使い、海底を歩くように移動する。食性は肉食性で、甲殻類・巻貝などの海底の無脊椎動物や、他の魚類を捕食する。仔魚は浮遊生活を送ることが知られ、成長のいずれかの段階で海底に定着するとみられている。幼魚の遊泳する姿の観察記録は非常に珍しく、採集家の鈴木香里武による2018年の記録が世界で初めてとなった。

## 形態

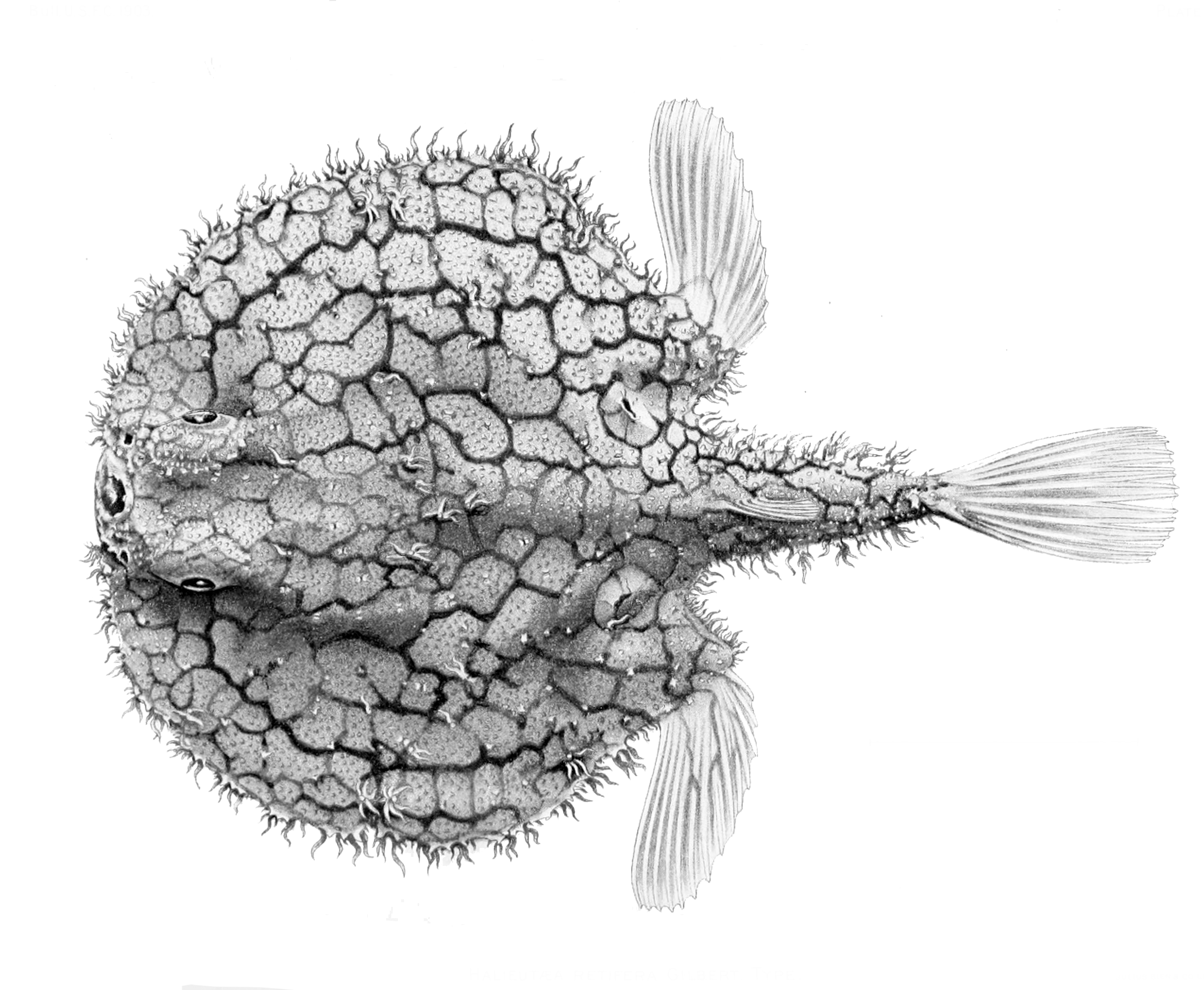
アカグツ属の1種（Halieutaea retifera）。著しく扁平な頭部、後ろ向きに突き出た大きな胸鰭、細長い尾柄部は本科魚類に共通する特徴である

体型は非常に独特で、上下に押しつぶしたような著しく平たい体と、全身を覆う突起状の鱗が特徴である。頭部は円形か、吻（口先）の尖った三角形を呈する。体長は最大種でも40cm程度で、多くの種類は20cm前後である。ユメソコグツ属の一部のみ箱形の丸い体型をもち、海底付近を遊泳して生活する。口は水平に開き、歯は小さく円錐状。
全身を覆う鱗の形態は円錐状からトゲをもつものまでさまざまで、硬化した鱗が互いに癒合し甲羅のような外見を呈するもの、細長く伸びた糸状のフィラメントに覆われるものもある。側線鱗の形状は特殊化している。
背鰭の第1棘条に由来する誘引突起は比較的短く、第2棘条は痕跡的に存在する。背鰭軟条部と臀鰭は小さく、それぞれ1-6本および3-4本の軟条で構成される。胸鰭は10-19軟条で大きく、腕のように発達する。腹鰭は1棘5軟条で喉の位置にあり、体を支える役割をもつ。
頭部には溝状のくぼみが存在し、擬餌状体を収納することができる。鰓の開口部は胸鰭基底の直上に存在し、第1鰓弓は退縮し鰓弁をもたない。椎骨は16-21個。

## 分類
アカグツ科にはNelson（2016）の体系において、10属78種が認められている。本科は単独でアカグツ亜目 Ogcocephaloidei を構成する。
- ユメソコグツ属 Coelophrys
  - Coelophrys arca

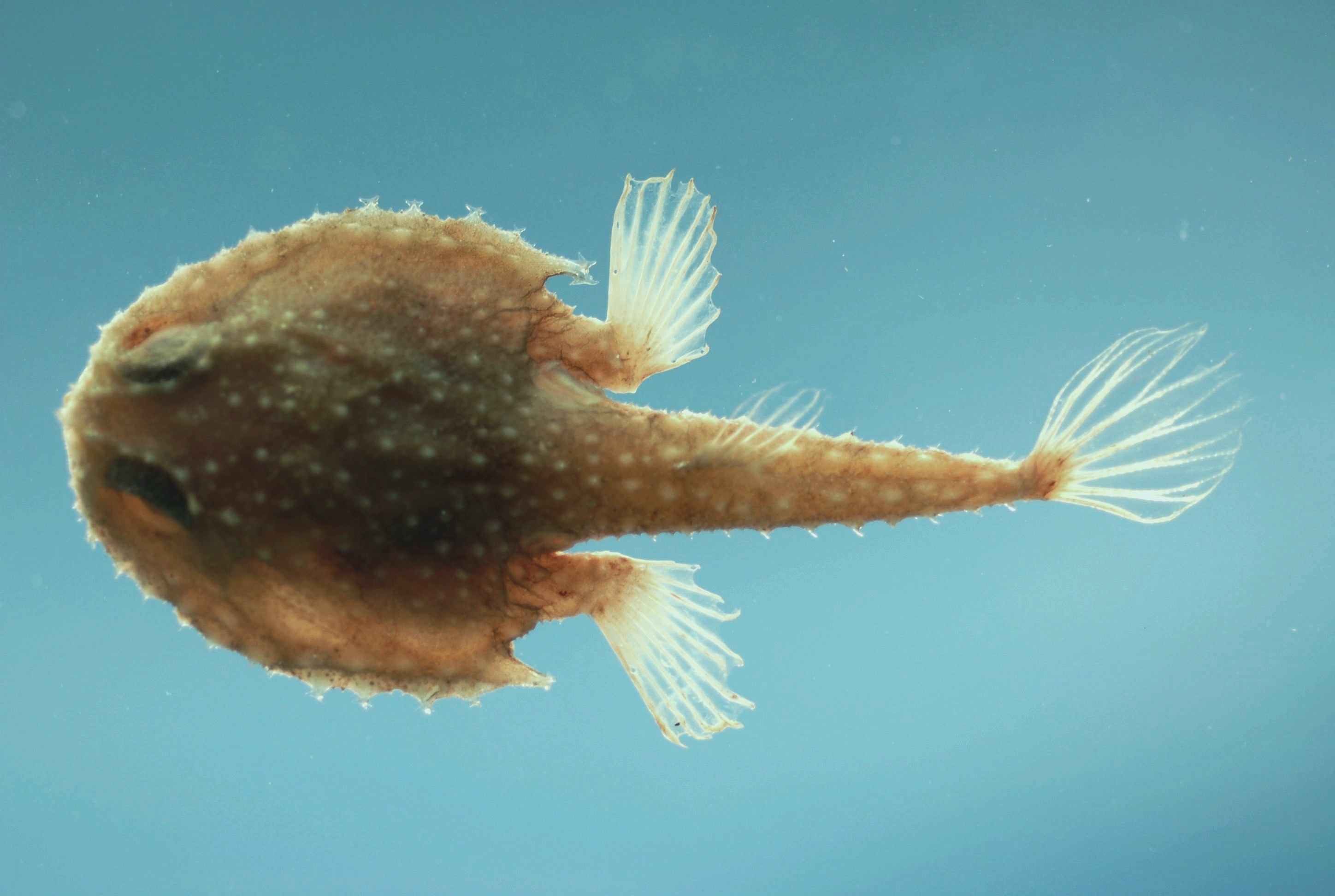
イガグツ（Dibranchus atlanticus）。大西洋の深海に幅広く分布する

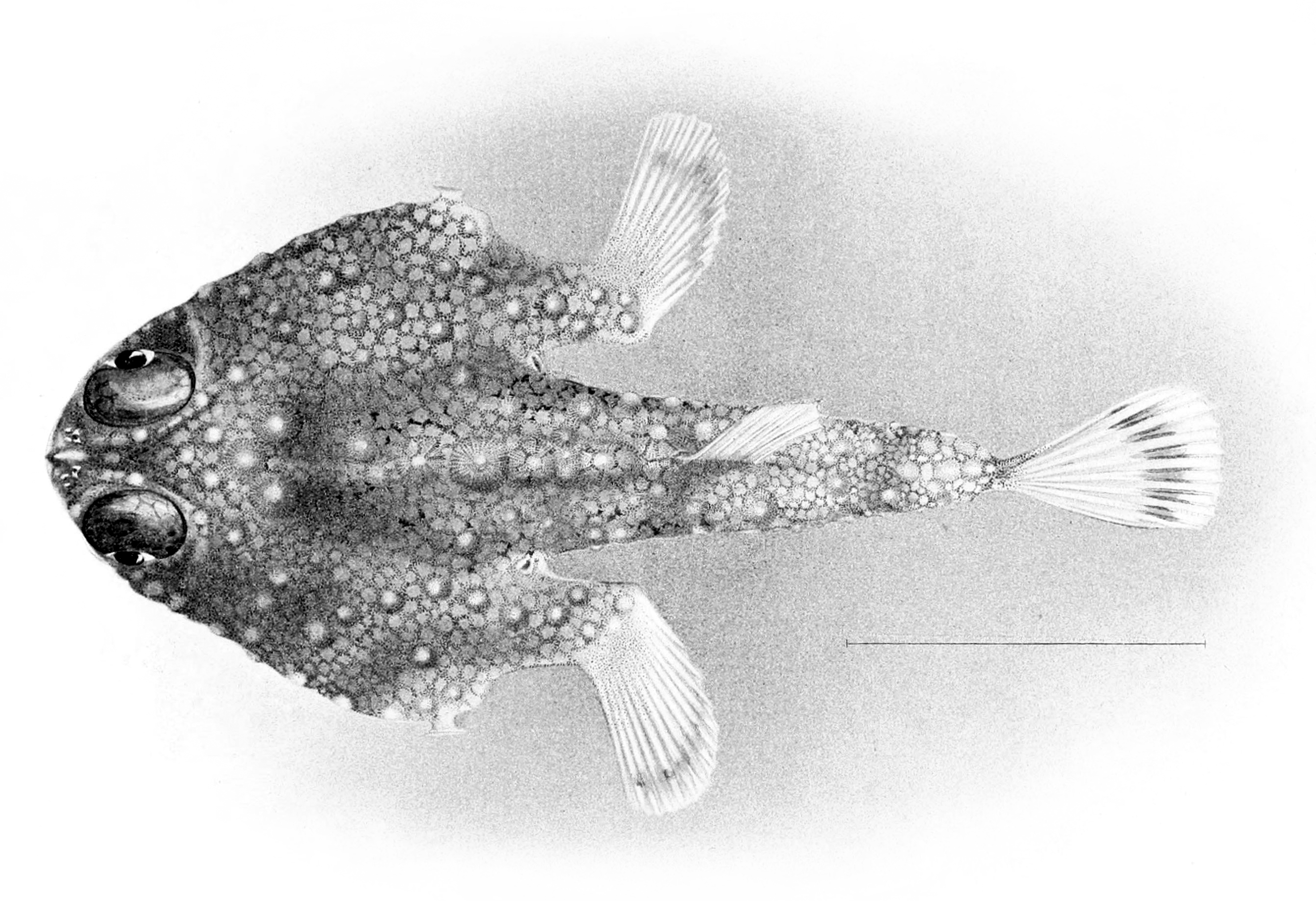
フウリュウウオ属の1種（Malthopsis jordani）。主にハワイ諸島周辺から知られる。かつてはコワヌケフウリュウウオ M. gigas と混同されていた

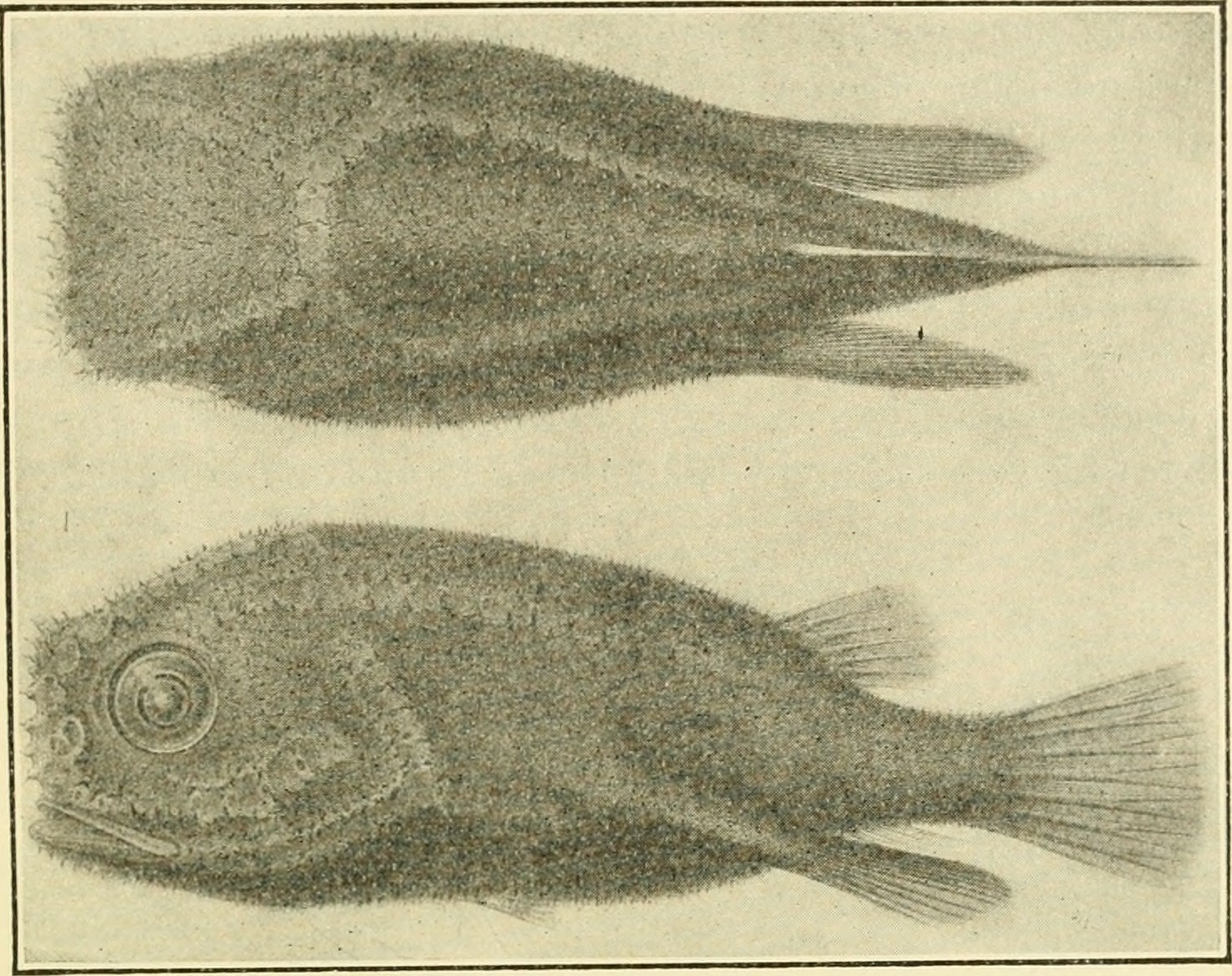
ユメソコグツ Coelophrys brevicaudata （ユメソコグツ属）。本属は箱型の丸い体をもち、アカグツ科の中では例外的に海底付近を遊泳して生活する

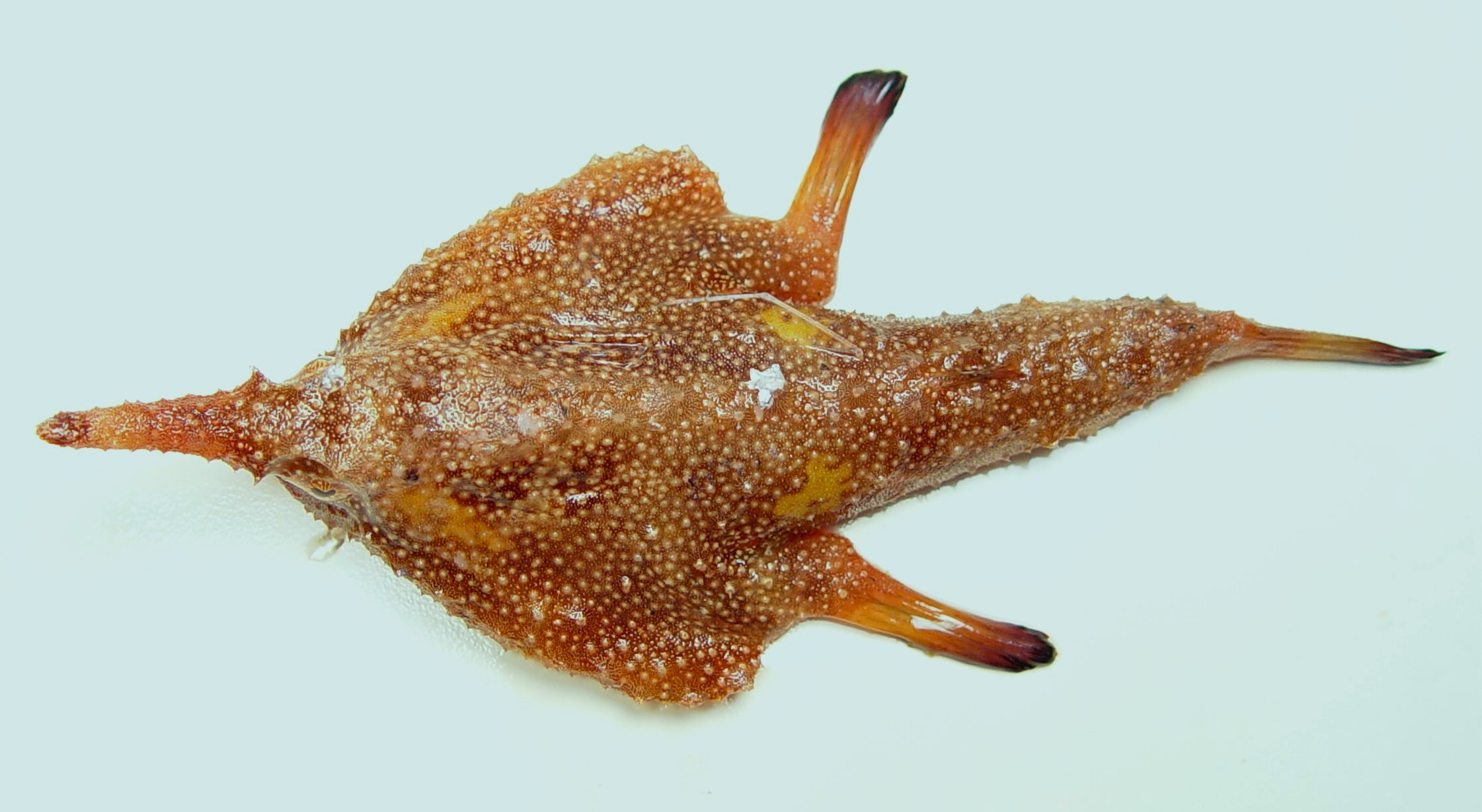
ニシフウリュウウオ属の1種（O. corniger）。本属の仲間（13種）はすべてアメリカ大陸周辺に分布し、「バットフィッシュ」と総称される

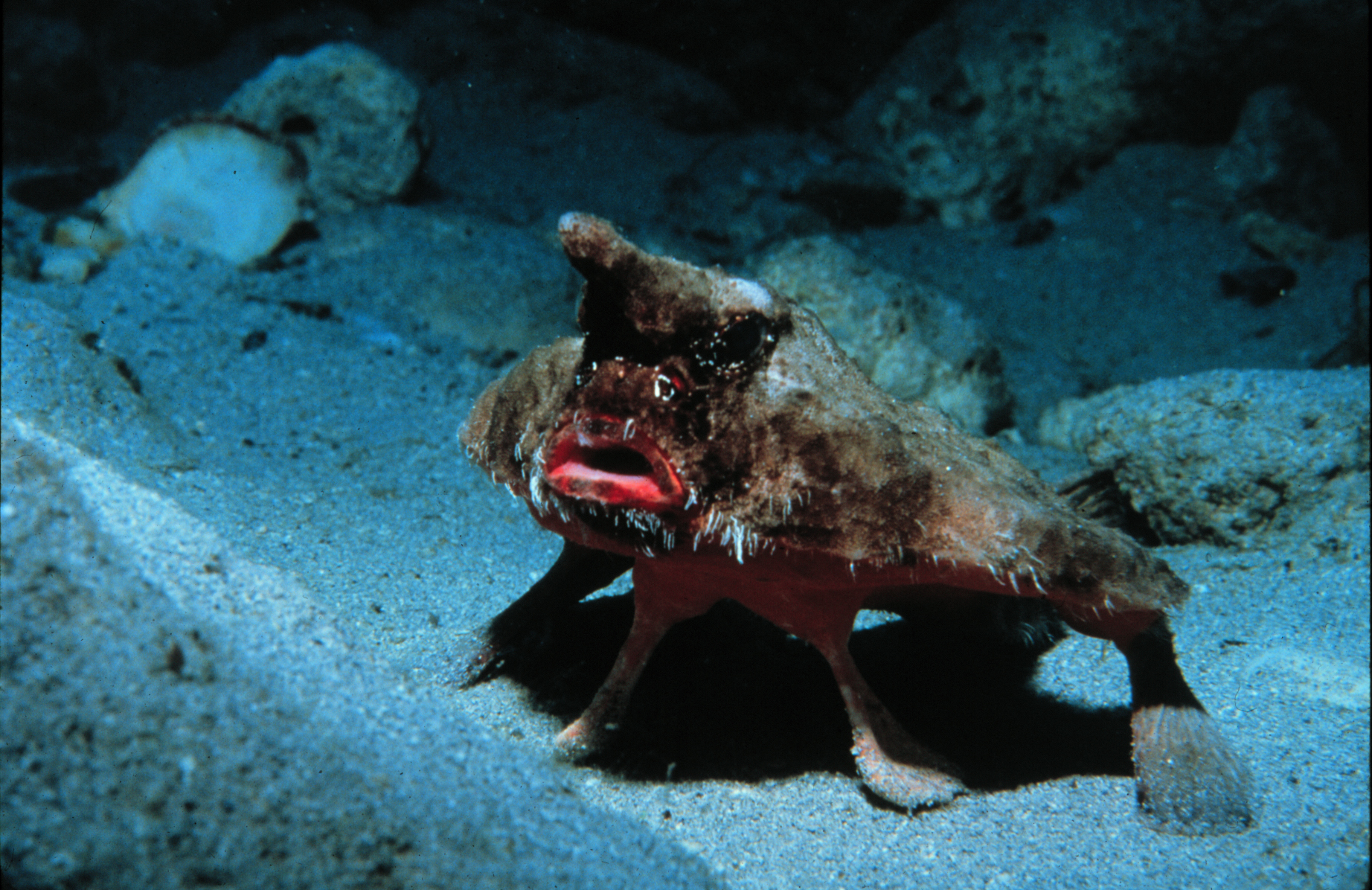
イガニシフウリュウウオ (O. parvus)。腕のように発達した胸鰭と腹鰭は本科魚類の特徴で、海底で体を支えじっとしていることが多い

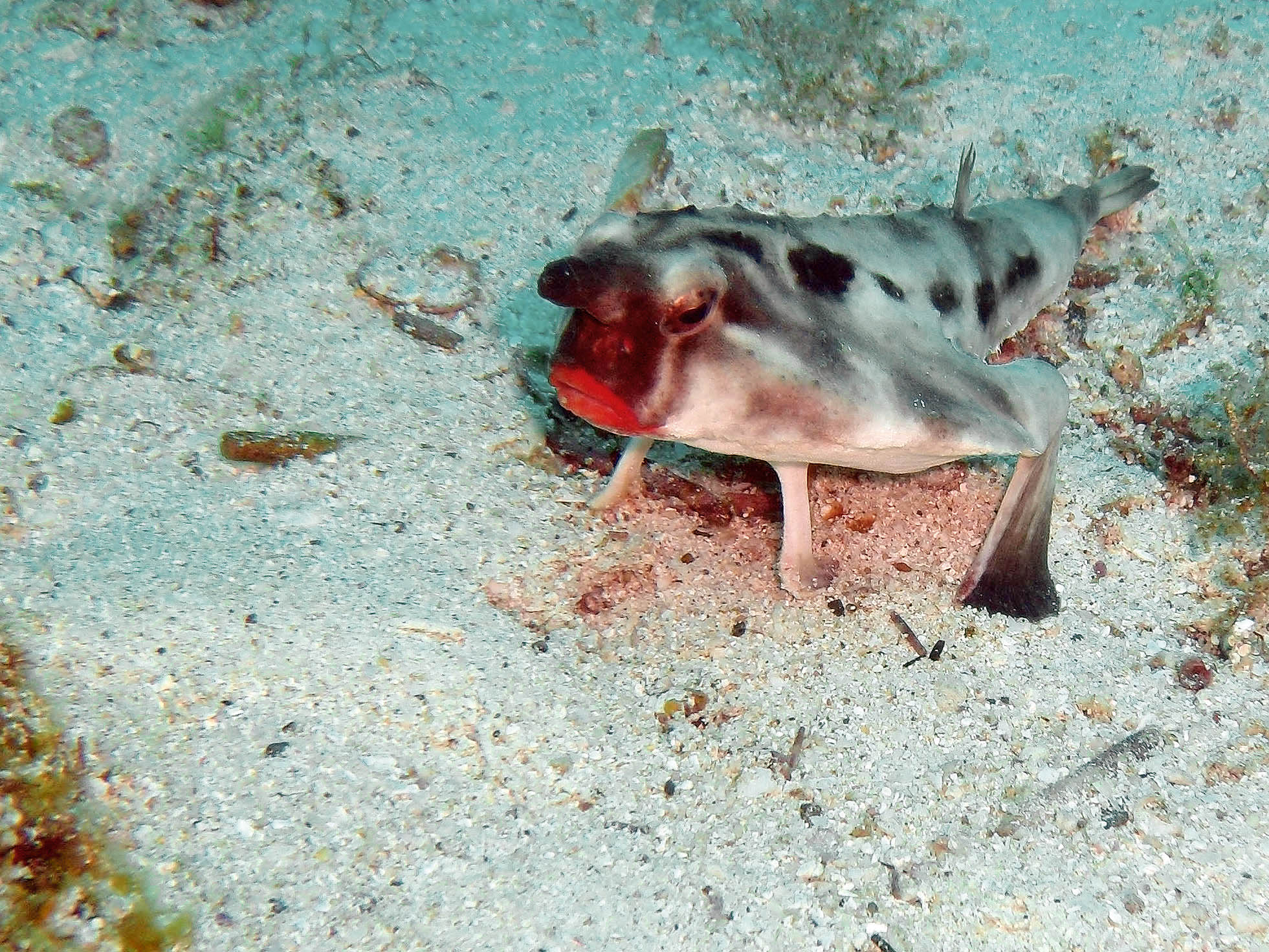
ニシフウリュウウオ属の1種（O. darwini）。ガラパゴス諸島からペルー南部にかけての、比較的浅い海に生息する

  - ワカタカユメソコグツ Coelophrys bradburyae
  - ユメソコグツ Coelophrys brevicaudata
  - Coelophrys brevipes
  - トゲユメソコグツ[3] Coelophrys micropa
  - Coelophrys mollis
  - Coelophrys oblonga
- ソコグツ属 Dibranchus
  - Dibranchus accinctus
  - イガグツ Dibranchus atlanticus
  - ガラパゴスソコグツ Dibranchus cracens
  - Dibranchus discors
  - Dibranchus erinaceus
  - オニソコグツ Dibranchus hystrix
  - ソコグツ Dibranchus japonicus
  - Dibranchus nasutus
  - フタバソコグツ Dibranchus nudivomer
  - マダラソコグツ Dibranchus sparsus
  - ヒガシソコグツ Dibranchus spinosus
  - Dibranchus spongiosa
  - Dibranchus tremendus
  - Dibranchus velutinus
- アミメフウリュウウオ属 Halicmetus
  - Halicmetus drypus
  - Halicmetus granulosus
  - クスミアカフウリュウウオ Halicmetus niger[3]
  - Halicmetus marmoratus
  - Halicmetus odysseus
  - アミメフウリュウウオ Halicmetus reticulatus
  - アカフウリュウウオ Halicmetus ruber
  - Halicmetus westraliensis
- アカグツ属 Halieutaea
  - Halieutaea brevicauda
  - Halieutaea coccinea
  - Halieutaea dromedaria
  - オキアカグツ Halieutaea fitzsimonsi
  - ヒメアカグツ Halieutaea fumosa
  - Halieutaea hancocki
  - テンジクアカグツ Halieutaea indica
  - Halieutaea liogaster
  - Halieutaea nigra
  - Halieutaea retifera
  - アカグツ Halieutaea stellata
  - Halieutaea xenoderma
- ヒメグツ属 Halieutichthys
  - ヒメグツ Halieutichthys aculeatus
  - Halieutichthys bispinosus
  - Halieutichthys caribbaeus
  - Halieutichthys intermedius
- ムシフウリュウウオ属 Halieutopsis
  - Halieutopsis andriashevi
  - ヒラムシフウリュウウオ Halieutopsis bathyoreos
  - Halieutopsis echinoderma
  - Halieutopsis galatea
  - Halieutopsis ingerorum
  - Halieutopsis kawaii
  - マグムシフウリュウウオ[3] Halieutopsis margaretae
  - Halieutopsis murrayi
  - Halieutopsis nasuta
  - Halieutopsis nudiventer
  - Halieutopsis oblonga
  - Halieutopsis okamurai
  - Halieutopsis simula
  - イバラムシフウリュウウオ Halieutopsis stellifera
  - Halieutopsis taiwanea
  - Halieutopsis tumifrons
  - ムシフウウリュウウオ[3] Halieutopsis vermicularis
- フウリュウウオ属 Malthopsis
  - ワヌケフウリュウウオ Malthopsis annulifera
  - Malthopsis apis
  - Malthopsis arrietty
  - Malthopsis asperata
  - Malthopsis austrafricana
  - Malthopsis bradburyae
  - Malthopsis bulla
  - Malthopsis formosa
  - コワヌケフウリュウウオ Malthopsis gigas
  - Malthopsis gnoma
  - Malthopsis jordani
  - フウリュウウオ Malthopsis kobayashii
  - Malthopsis lutea
  - Malthopsis mcgroutheri
  - カギフウリュウウオ Malthopsis mitrigera
  - Malthopsis oculata
  - Malthopsis parva
  - Malthopsis provocator
  - Malthopsis retifera
  - Malthopsis tetrabulla
  - ゴマフウリュウウオ Malthopsis tiarella
  - Malthopsis velutina
- ニシフウリュウウオ属 Ogcocephalus
  - Ogcocephalus corniger
  - Ogcocephalus cubifrons
  - Ogcocephalus darwini (red-lipped batfish, Galapagos batfish)
  - Ogcocephalus declivirostris
  - ニシフウリュウウオ Ogcocephalus nasutus
  - ヒロクチフウリュウウオ Ogcocephalus notatus
  - Ogcocephalus pantostictus
  - イガニシフウリュウウオ Ogcocephalus parvus
  - Ogcocephalus porrectus
  - コビトフウリュウウオ Ogcocephalus pumilus
  - Ogcocephalus radiatus
  - Ogcocephalus rostellum
  - Ogcocephalus vespertilio
- イガフウリュウウオ属[3] Solocisquama
  - Solocisquama carinata
  - Solocisquama erythrina
  - イガフウリュウウオ Solocisquama stellulata
- ツマリフウリュウウオ属 Zalieutes
  - メダマツマリフウリュウウオ Zalieutes elater
  - ツマリフウリュウウオ Zalieutes mcgintyi